# Krolevéts
Krolevéts (en ucraniano: Кролевець; en ruso: Кролевец) es una ciudad ucraniana perteneciente al óblast de Sumy. Situada en el norte del país, es parte del raión de Konotop y centro del municipio (hromada) homónimo.

## Toponimia
La ciudad cuenta con otros nombres históricos de importancia (en polaco: Królewiec).

## Geografía
Krolevéts se encuentra en la confluencia de los ríos Ret y Svidnia, 60 km al norte de Konotop y 150 km al noroeste de Sumy.  

## Historia
Krolevéts, que recibió su nombre en honor al rey polaco Segismundo III, fue fundada en 1601 y originalmente formaba parte del reino de Polonia. El nombre original se escribía como Krolewac (Krulevats). La ubicación en la intersección de dos rutas comerciales contribuyó al rápido crecimiento de la ciudad y en 1644, el rey polaco Vladislao IV le concedió los derechos de ciudad de Magdeburgo. Krolevéts se vio gravemente afectada por la guerra ruso-polaca de 1654-1667 y finalmente cayó en manos de Rusia en 1686 tras el tratado de Andrúsovo.
En 1781 se convirtió en el centro administrativo del uyezd de Krolevéts de la gobernación de Nóvgorod-Severski y en 1802, se incorporó a la gobernación de Chernígov. A principios de la década de 1880, Krolevets era un centro comercial y artesanal, conocido como un centro de producción textil artesanal donde se desarrolló la “técnica de bordado estampado de Krolevéts”. En la década de 1890, durante la construcción de la línea ferroviaria Jútir-Mijáilivki - Konotop, se construyó aquí una estación de ferrocarril.
En enero de 1918, el poder soviético se estableció en la ciudad en el contexto de la guerra civil rusa, pero en la primavera de 1918 la ciudad fue ocupada por el avance de las tropas austro-alemanas, después de lo cual fue incluida en la República Popular Ucraniana. Krolevéts cambió varias veces de manos, hasta que 1919 se restableció el poder soviético. Ese mismo año comenzó la publicación de un periódico local en la ciudad.
Desde 1919 se publica un periódico local en la ciudad.
Durante la Segunda Guerra Mundial, Krolevéts estuvo ocupada por el ejército alemán desde el 3 de septiembre de 1941 hasta el 1 de septiembre de 1943.
Hasta el 18 de julio de 2020, Krolevéts fue centro del raión de Krolevéts. El raión se abolió en julio de 2020 como parte de la reforma administrativa de Ucrania, que redujo el número de raiones del óblast de Sumy a cuatro. El área del raión de Krolevéts se fusionó con el raión de Konotop.

## Demografía
La evolución de la población de Krolevéts entre 1897 y 2022 fue la siguiente:
| 10 375                                                        | 11 984 | 12 485 | 13 595 | 13 996 | 18 307 | 23 804 | 25 962 | 25 183 | 23 810 | 23 231 | 15 778 | 22 111 |
| (Fuente: Cities & Towns of Ukraine y UKRAINE: Größere Städte) |        |        |        |        |        |        |        |        |        |        |        |        |

Según el censo de 2001, el 94,98% de la población son ucranianos y el 4,39% son rusos y el resto de minorías son principalmente bielorrusos (0,31%). En cuanto al idioma, la lengua materna de la mayoría de los habitantes, el 95,14%, es el ucraniano; del 4,67% es el ruso.

## Infraestructura

### Arquitectura, monumentos y lugares de interés
Uno de los monumentos más importantes es la iglesia de la Transfiguración, construida en 1782 y cuyo campanario reconstruido en el año 2000. La ciudad cuenta con un museo del tejido Krolevets en la finca de los terratenientes Ogievski, que contiene una colección de tejidos de Krolevéts de los siglos XIX-XXI y otros lugares de interés son la sinagoga y la mansión de Rudzinski,  una casa señorial construida en la década de 1820 para el médico del uyezd Fédir Rudzinski. 

### Transporte
Por la ciudad discurre la autopista M02/E101, que conecta Kiev con Moscú, y también tiene una estación de tren Kiev - Moscú. 

## Galería

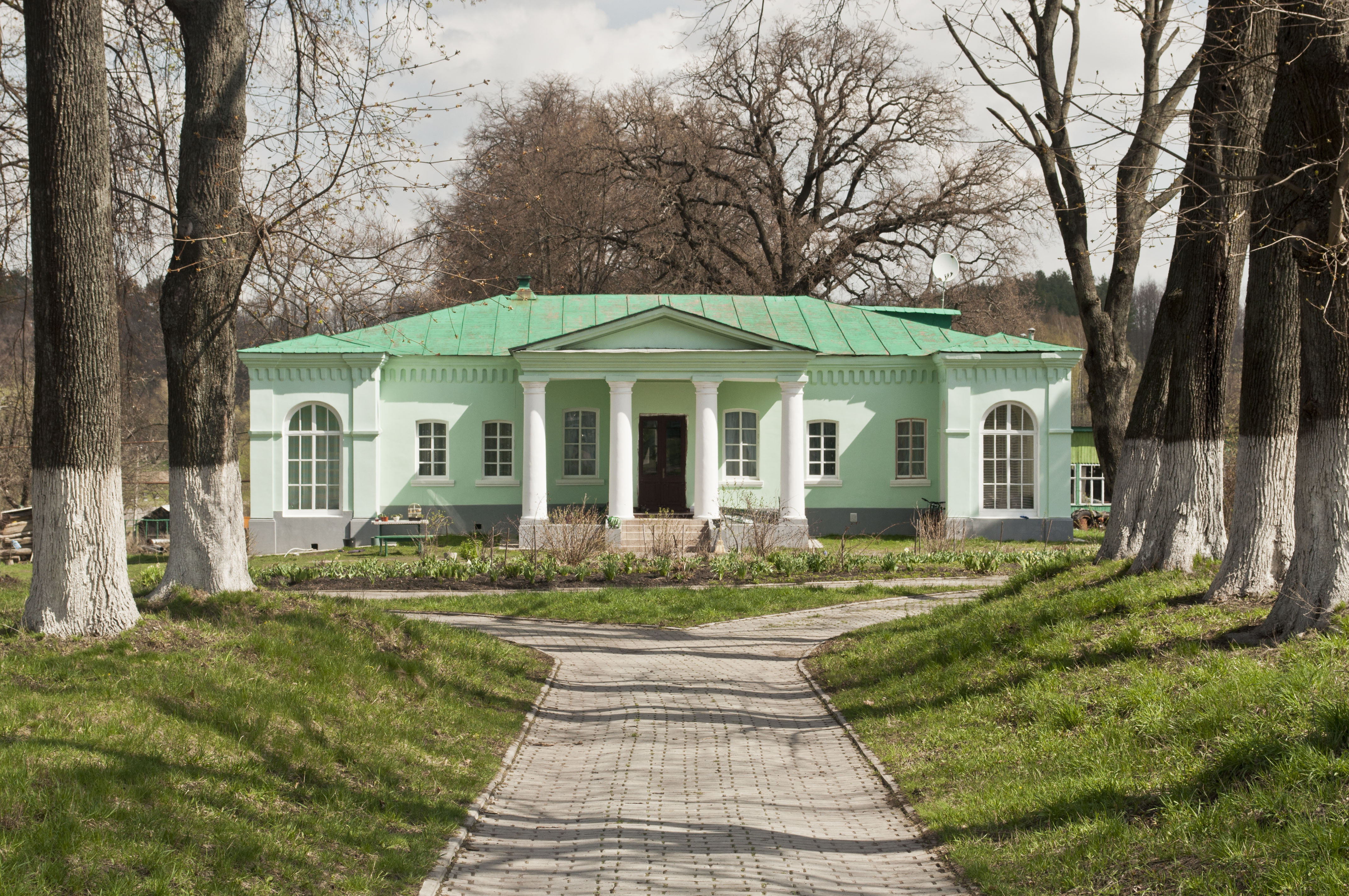
Mansión de Rudzinski
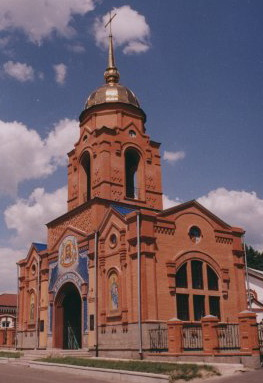
Iglesia de la Transfiguración
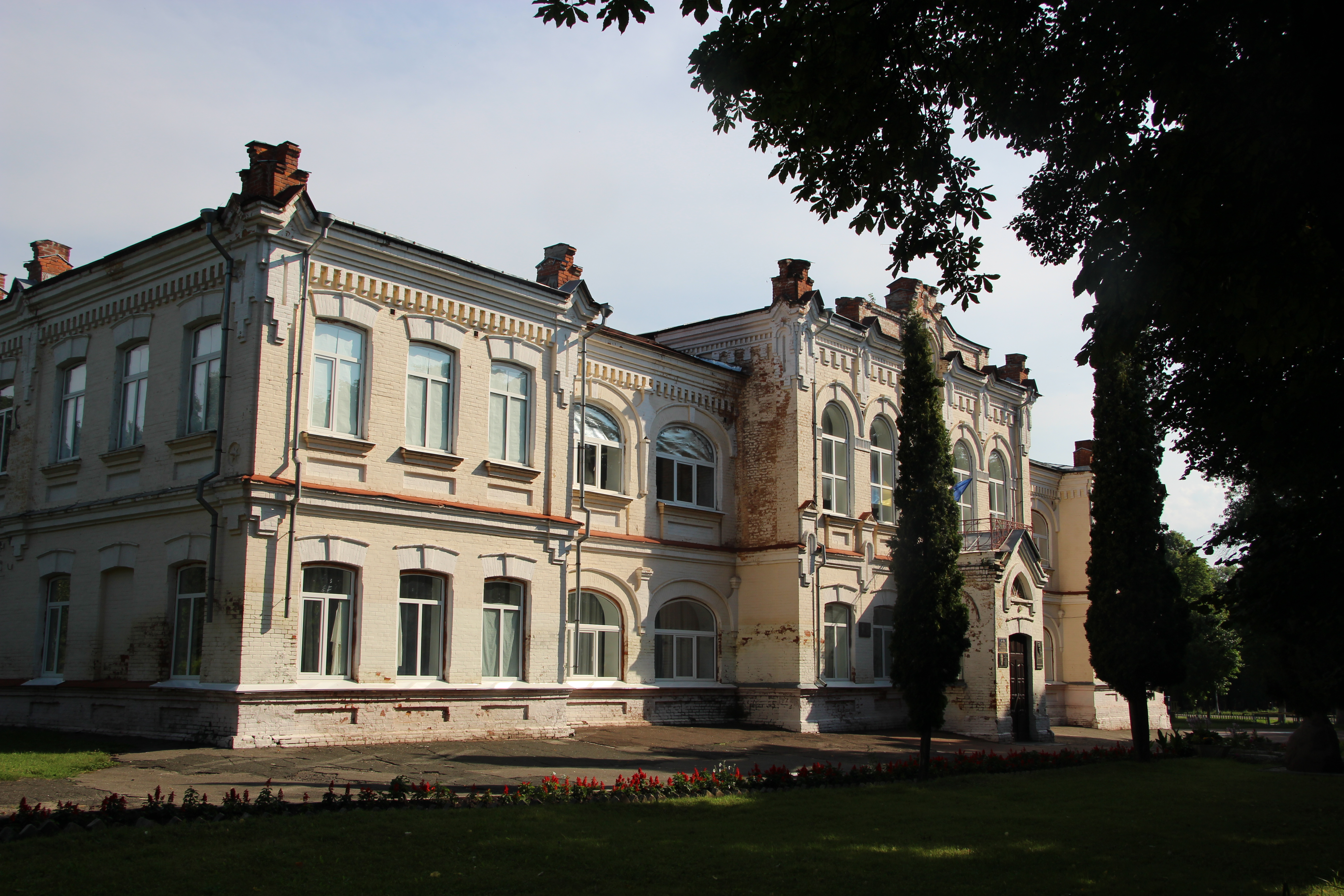
Instituto para mujeres de Krolevéts
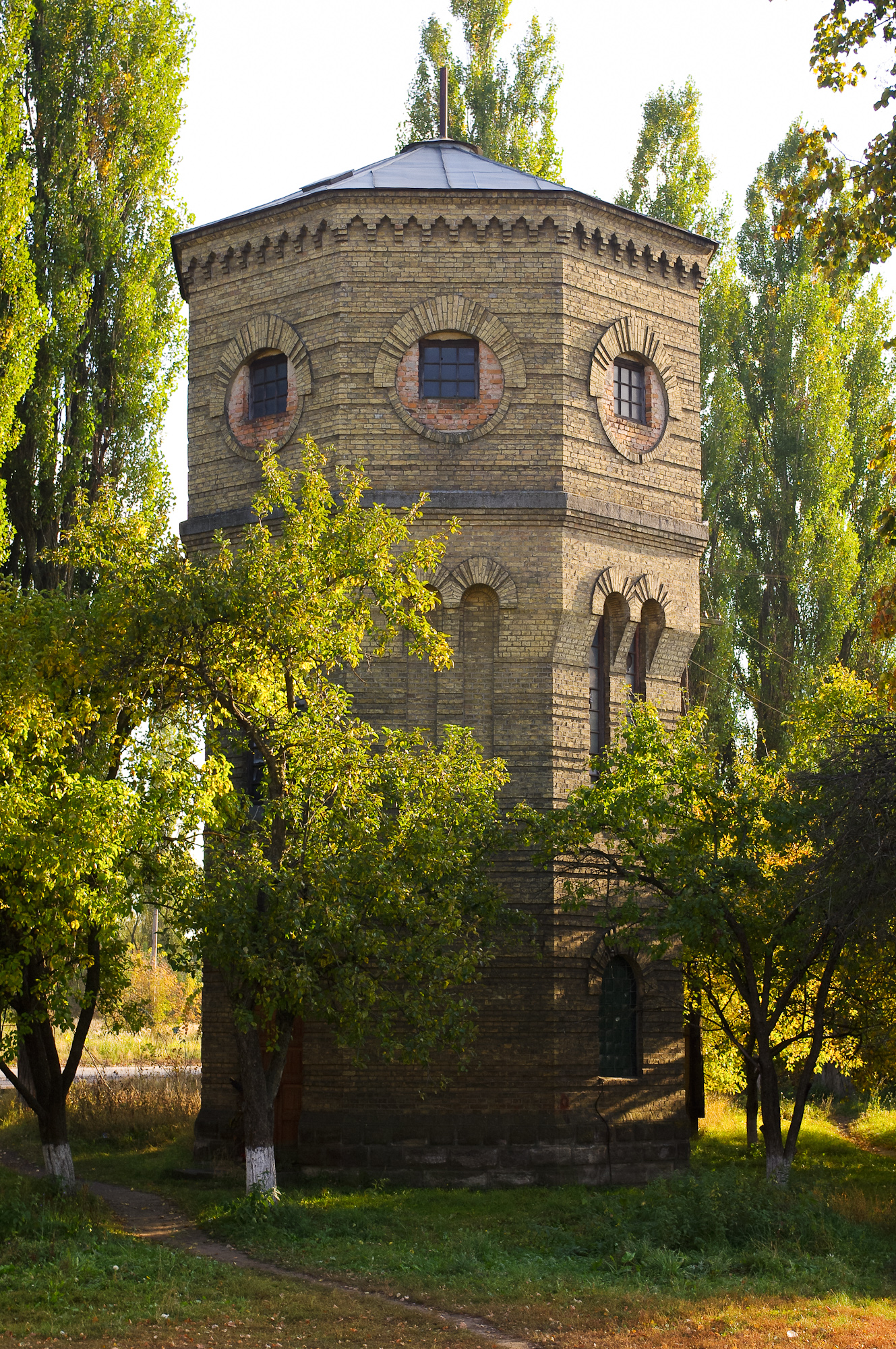
Torre de agua de Krolevéts
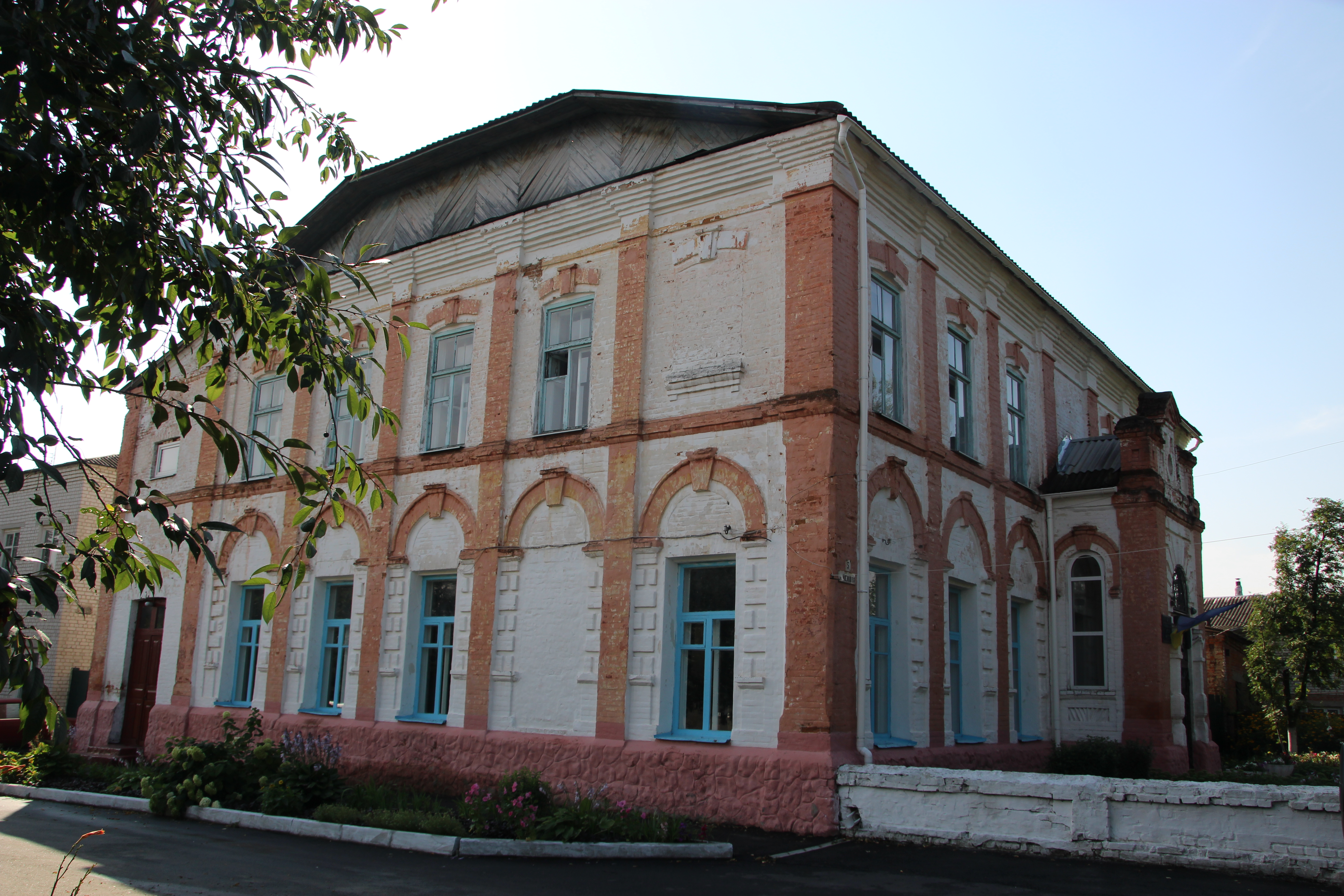
Antigua sinagoga